# (21652) Vasishtha
(21652) Vasishtha (1999 OQ2) – planetoida z pasa głównego asteroid okrążająca Słońce w ciągu 4,22 lat w średniej odległości 2,61 j.a. Odkryta 22 lipca 1999 roku.